# Lillsälnan
Lillsälnan är en sjö i Falu kommun i Dalarna och ingår i Dalälvens huvudavrinningsområde. Sjön är 8 meter djup, har en yta på 0,276 kvadratkilometer och befinner sig 177,3 meter över havet. Vid provfiske har abborre, gers, gädda och mört fångats i sjön.

## Delavrinningsområde
Lillsälnan ingår i det delavrinningsområde (673403-151728) som SMHI kallar för Utloppet av Lillsälnan. Medelhöjden är 223 meter över havet och ytan är 14,62 kvadratkilometer. Räknas de 3 avrinningsområdena uppströms in blir den ackumulerade arean 36,49 kvadratkilometer. Vattendraget som avvattnar avrinningsområdet har biflödesordning 3, vilket innebär att vattnet flödar genom totalt 3 vattendrag innan det når havet efter 253 kilometer. Avrinningsområdet består mestadels av skog (90 procent). Avrinningsområdet har 0,64 kvadratkilometer vattenytor vilket ger det en sjöprocent på 4,4 procent.